# Oscar Castberg
Oscar Ambrosius Castberg, född 30 september 1846 i Bygland, Aust-Agder, död 18 juni 1917 i Kristiania, var en norsk skulptör, bror till Peter Harboe Castberg och brorson till Johan Christian Tandberg Castberg.
Oscar Castberg gick först till sjöss, men var tvungen att gå i land på grund av sjösjuka. Istället började han en bildhuggarutbildning och bedrev studier såväl under Julius Middelthun i Kristiania som under Jens Adolf Jerichau i Köpenhamn. Ett av hans mest kända verk är en byst av Johan Sverdrup från 1883. Han finns representerad med ett verk i Nasjonalgalleriet.